# Jezioro Portowe
Jezioro Portowe – położone jest na terenie Szczecina na Zaleskich Łęgach, między ramionami Regalicy i Odry Zachodniej.
Jezioro połączone jest Kanałem Rybnym z Parnicą, ponadto zasilane jest opadami atmosferycznymi, niewielkimi ciekami i wodami podziemnymi.